# Maurice Pate
Maurice Pate (* 14. Oktober 1894 in Pender, Nebraska; † 19. Januar 1965 in New York) war ein amerikanischer Geschäftsmann und Wohltäter. Er gründete 1946 zusammen mit Herbert Hoover den United Nations Children’s Fund (UNICEF) und war dessen erster Vorsitzender von 1946 bis zu seinem Tod 1965.
Der ehemalige zweite UN-Generalsekretär Dag Hammarskjöld sagte einmal, als er über die Vereinten Nationen sprach: „The work of UNICEF is at the heart of the matter – and at the heart of UNICEF is Maurice Pate.“ (dt. in etwa: „Die Arbeit von UNICEF ist das Herz unseres Anliegens – und das Herz von UNICEF ist Maurice Pate.“).
Der Mitbegründer Herbert Hoover nannte ihn in der Einführungsrede eines UNICEF-Dinners „the most effective human angel I know“ (dt. in etwa: „der effektivste menschliche Engel, den ich kenne“). Pate war weltweit anerkannt für seine Verdienste im Namen der Kinder und hungernden Menschen.

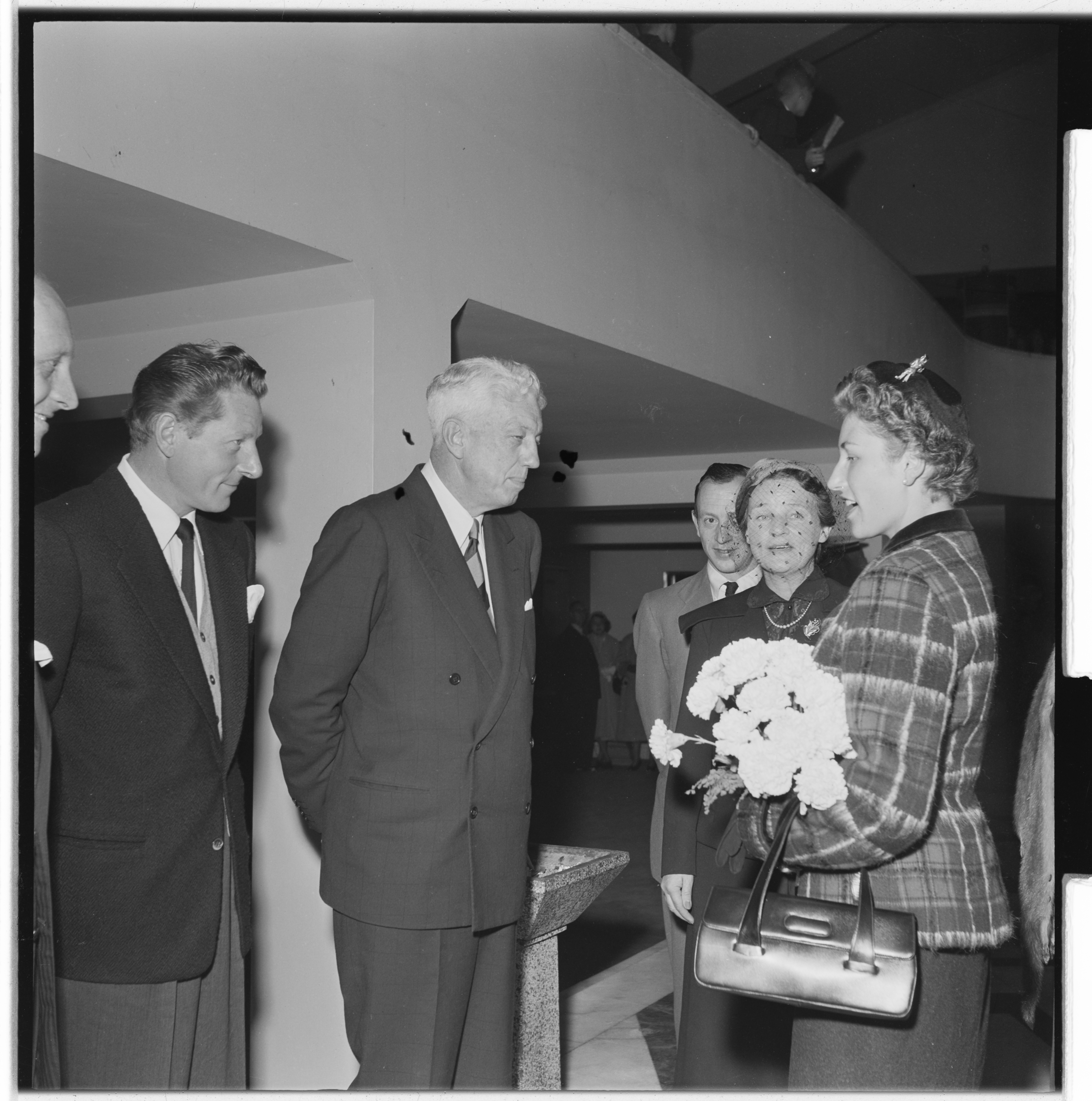
Maurice Pate (Mitte) mit Danny Kaye und Prinzessin Astrid von Norwegen

## Frühe Jahre
Er wurde in Pender, Nebraska, als Sohn von Richard E. Pate und Rachel Davis Pate geboren, beide Elternteile waren walisischer Abstammung. Er war das älteste von sieben Kindern, von denen drei bereits im Kindesalter starben. Seine Familie zog nach Denver, Colorado, als er drei Jahre war. Seinen Schulabschluss machte er 1911 an der East Denver High School in Denver, bevor er anschließend an die Princeton University ging. In Princeton war er Mitglied der Studentenverbindung Phi Beta Kappa, engagierte sich im Komitee des Roten Kreuzes und machte 1915 seinen Abschluss in Mathematik und Physik mit Auszeichnung.
Nach dem Studium arbeitete er bei der First National Bank in Hartley, Iowa, wo sein Onkel Vorsitzender war, bis die USA in den Ersten Weltkrieg eintraten. Mit einiger Überredungskunst konnte ihn Herbert Hoover davon überzeugen, für sein Belgisches Hilfswerk zu arbeiten, daraus resultierte eine lebenslange Freundschaft und Zusammenarbeit. Anschließend diente er mit dem amerikanischen Expeditionskorps bei dem 29sten Pionierregiment in Frankreich. Nach Kriegsende half er der Verwaltung des Amerikanischen Hilfswerks bei der Organisation und Leitung von Hilfslieferungen für die Versorgung von mehr als einer Million polnischer Kinder.
Anschließend ging er wieder nach Europa und arbeitete 1922 bis 1927 für Standard Oil of New Jersey in Polen im Finanz- und Vertriebssektor. 1927 heiratete er die polnische Gesellschaftsbekanntheit Jadwiga Mankowska und war geschäftlich im Import- und Bankensektor tätig. Er kehrte schließlich 1935 als gestandener Investmentbanker und Geschäftsmann in die USA zurück. Seine Frau wurde in den USA allerdings nicht glücklich, deswegen folgte 1937 die Scheidung und Jadwiga kehrte nach Polen zurück, die beiden blieben jedoch bis zu ihrem Tod 1960 befreundet.

## UNICEF
Nach Ausbruch des Zweiten Weltkrieges 1939 wurde Pate Leiter der Kommission für polnische Hilfslieferungen, später schloss er sich dem Roten Kreuz an und wurde zuständiger Direktor für Hilfsgüterlieferung für Kriegsgefangene in Asien und Europa.
In den Jahren 1946 und 1947 führte er gemeinsam mit Herbert Hoover Umfragen zur Lebensmittelversorgung durch – 38 Länder in 76 Tagen – und anschließend planten die beiden die Gründung von UNICEF.
Er trat UNICEF sofort nach der Gründung im Januar 1947 bei und wurde der erste Direktor, wobei er die Bedingung stellte, dass die Organisation allen Kindern, auch aus den ehemals verfeindeten Ländern, unabhängig von Rasse und politischer Herkunft, diente.
Zunächst war es die Hauptaufgabe der Organisation die Kinder im nach dem Krieg zerstörten Europa vor Krankheiten und Hungersnöten zu bewahren.
Die wachsende Sorge um die Fürsorge und Überlebensraten von Kindern in den Entwicklungsländern, sei aus Krankheit oder Hunger, führte 1953 zu der Entscheidung die Organisation weiterzuführen. Unter der Führung von Pate entwickelte die UNICEF Programme zur besseren und bezahlbaren Gesundheitsversorgung von Müttern und Kindern sowie Initiativen zur Gesundheitsvorsorge.
Es wurden große Fortschritte bei der Bekämpfung von Malaria, Tuberkulose, Keuchhusten und Diphtherie gemacht. Impfungen, Rehydratation bei Durchfall und Stillen für Kleinkinder wurden unterstützt und ins öffentliche Gesundheitswesen eingeführt.
Seinem Einfall, Prominente für die Anliegen seiner Organisation werben zu lassen, verhalf 1954 Danny Kaye zu Erfolg, der auf einem Transatlantikflug Pates Sitznachbar war und dabei von ihm zum ersten UNICEF-Botschafter gemacht wurde.

## Späte Jahre und Tod
Pate erhielt für seine humanitäre Arbeit Ehrungen und Auszeichnungen, so erhielt er Auszeichnungen von den Regierungen von Polen, Belgien, der Niederlande und Ecuador, er erhielt die Ehrendoktorwürde des Denison University 1956, 1958 wurde er Ehrendoktor der Princeton University. 1959 wurde er mit dem Albert Lasker Public Service Award ausgezeichnet, eine Nominierung für den Nobelpreis lehnte er mit der Begründung, dass die Arbeit der ganzen Organisation gewürdigt werden solle und nicht eine einzelne Person, ab.
1961, ein Jahr nachdem seine ehemalige Frau Jadwiga gestorben war, heiratete Pate Martha Lucas, diese war Vorsitzende des Sweet Briar College sowie Radcliffe Colleg, sie arbeitete für den United Negro College Fund und das nationale Auswahlkomitees für Fulbright Studenten zudem engagierte sie sich für ähnliche Tätigkeiten wie Pate in der UNICEF. So hatten die beiden nicht nur sich ergänzende Tätigkeiten, sondern konnten auch die meiste Zeit gemeinsam reisen.
Am 19. Januar 1965 erlag Pate, nur wenige Monate bevor er in Pension gehen wollte, unerwartet an einem Herzinfarkt, er starb im Bellevue Hospital in Manhattan. Als er starb, hatte UNICEF mehr als 550 langfristige Programme gegen Hunger und für Gesundheit initiiert sowie über 55 Millionen Kindern in 116 Ländern geholfen. Neun Monate nach Pate's Tod wurde UNICEF mit dem Friedensnobelpreis ausgezeichnet.
Der UNICEF Maurice Pate Leadership for Children . wurde 1965 ihm zu Ehren gegründet, er zeichnet außerordentliche und beispielhafte Leistungen für die UNICEF auf nationaler, regionaler und globaler Ebene aus.

## Sonstiges
Pates Organisation, das Maurice Pate Institute for Human Survival stiftete 1997 ein 40 ha großes Grundstück an das Mayana Sutra and Tantra Center of Connecticut (heute: Do Ngak Kunphen Ling).